# Maria Serafina del Sacro Cuore

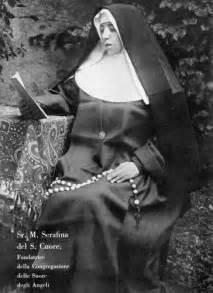
Maria Serafina del Sacro Cuore

Maria Serafina del Sacro Cuore S.d.A. (deutsch Maria Serafina vom Heiligsten Herzen Jesu) (bürgerlicher Name Clotilde Micheli) (* 11. September 1849 in Imèr, Kaisertum Österreich; † 24. März 1911 in Faicchio, Italien) war eine italienische Nonne und Gründerin des Instituts der Suore degli Angeli – „Schwestern von den Engeln“ (auch Adoratrici della Santissima Trinità – „Anbeterinnen der Heiligsten Dreifaltigkeit“). Sie wird in der katholischen Kirche als Selige verehrt.

## Leben
Obwohl Clotilde Micheli schon sehr früh eine geistliche Berufung spürte, trat sie zuerst bei den Schwestern der Immaculata (im Italienischen auch Immacolatine genannt) ein, die wenige Jahre zuvor vom hl. Agostino Roscelli gegründet wurden. Im Alter von 18 Jahren hatte sie eine Vision gehabt, in der sie zur Gründung eines Schwesterinstituts, das sich die heiligen Engel zum Vorbild an Gebet, Anbetung und Dienst nimmt, von der Muttergottes gerufen wurde. Im Jahr 1878 folgte sie ihre Eltern nach Epfendorf in Baden-Württemberg. Dort wirkte sie bei den Elisabethenschwestern. Im Jahr 1885 kehrte sie nach Italien zurück.
1888 wurde sie Superiorin in der Niederlassung von Sgurgola d’Anagni. Am 28. Juni 1891 gründete sie mit Unterstützung des Bischofs von Caserta ihr eigenes Institut und nahm den Ordensnamen Maria Serafina del Sacro Cuore an. Mit ihr legten fünf Schwestern die Ordensgelübde ab. Kurze Zeit danach wurden die Schwestern nach Capua geschickt, um dort ein Jugendheim für vernachlässigte Jugendliche zu übernehmen. Im Jahr 1899 wurde das Mutterhaus in Faicchio eröffnet. Zum Zeitpunkt des Todes von Maria Serafina del Sacro Cuore gehörten den Suore degli Angeli 66 Schwestern an, die 13 Häuser führten. Im Jahr 2012 bestand die Gemeinschaft aus 300 Schwestern und hatte 50 Konvente in Süditalien, Brasilien, Philippinen, Indonesien und Benin.
Maria Serafina del Sacro Cuore wurde am 28. Mai 2011 in Cerreto Sannita durch Kardinal Angelo Amato seliggesprochen. Ihr Gedenktag in der Liturgie ist der 28. Mai.

## Luthervision in der Hölle
Im Jahr 1883 kam Schwester Maria Serafina Micheli zufällig durch Eisleben in Sachsen, dem Geburtsort Martin Luther. An diesem Tag wurde der 400. Geburtstag des deutschen Mönchs gefeiert (10. November 1483). Nachdem sie durch die Straßen der festlichen Stadt gelaufen war und nach einer Kirche gesucht hatte, in der sie beten konnte.
Es gelang ihr abends, eine Kirche zum Beten zu finden, aber die Türen waren verschlossen. Sie beschloss, ihre Gebete  auf der Treppe zu kniend zu sprechen. Wegen der Dunkelheit erkannte sie nicht, dass es sich um eine protestantische Kirche handelte. Während sie betete, erschien ihr der Schutzengel und sagte: „Steh auf, denn dies ist ein protestantischer Tempel.“ Dann fügte er hinzu: „Aber ich möchte dir zeigen, wo Martin Luther verurteilt wird und welche Strafe er als Strafe für seinen Stolz erleidet.“ Nach diesen Worten sah sie einen schrecklichen Abgrund aus Feuer (Hölle), in dem unzählige Seelen grausam gequält wurden. Am Grund dieser Kluft befand sich ein Mann, Martin Luther, der sich von den anderen abhob: Er war von Dämonen umgeben, die ihn zwangen, auf den Knien zu bleiben, und jeder versuchte, mit Hämmern ausgestattet, vergeblich, einen großen Nagel in seinen Kopf zu treiben.